# Freeplane
Freeplane є вільною програмою з відкритим початковим кодом для створення інтелект-карт (діаграм зв'язків між ідеями) і електронних контурів. Написаний на мові Java, Freeplane підтримується на Windows, Mac ОС X і Linux, і ліцензується під GNU GPL «версії 2 або пізнішою».
У 2007 році Freeplane було відгалужено від проекту FreeMind. Freeplane частково сумісний за форматом файлу з FreeMind: Freeplane повністю підтримує формат файлу FreeMind, але додає функції і теги, які не підтримуються FreeMind і нехтуються при завантаженні.

## Можливості

### Реліз 1.1
Нові можливості стабільного релізу Freeplane (червень 2010) включають:
- Експорт у формати PNG, JPEG, SVG (на додачу до HTML / XHTML і PDF)
- Пошук і заміна у всіх відкритих картах
- Вставлення HTML як структури вузлів
- Режим структури
- Портативна версія (запускається з флеш-носія)
- Написання сценаріїв мовою Groovy
- Перевірка правопису

### Реліз 1.2.x
Перший стабільний випуск Freeplane 1.2.x — 1.2.20 вийшов 20 жовтня 2012 року. Він включає такі нові можливості:
- Стилі вузлів (як у текстовому процесорі)[4]
- Умовні стилі вузлів[5]
- Шаблони нових мап думок[6]
- Панель форматування
- Додатки: підтримка встановлення додатків[7]
- Гіперпосилання на елементи меню
- Документація сполучень клавіш: до карти документації додано генерування мар і HTML-таблиць
- Пошук найновішого автоматично збереженого файлу при відкритті мапи
- Режим одного примірника: відкриття мап у наявному примірнику застосунку замість створення нового
- Фільтри, що залежать від рівня вузла
- Покращення функцій пошуку й заміни
- Різні форми хмарок
- Нові піктограми для рейтингів
- Автоматичний колір ребер
- «Сітка» для переміщування вузлів (Налаштування->Поведінка->Розмір клітинки сітки)
- Копіювання і вставляння атрибутів
- Іменовані умови фільтрації
- Різні форми, типи ліній, ширина і прозорість з'єднувачів
- Портативна версія Freeplane (завантажити та встановити файл з назвою FreeplanePortable_xxx.paf.exe)
- Діалогове вікно Файл -> Властивості… показує інформацію про мапу, таку як число вузлів, гілок і листкових вузлів
- Додано піктограми для зручнішого користування головним і контекстними меню
- Формули: використання формул як тексту вузла та атрибутів (як у табличному процесорі)[8]
- Нумерування вузлів і формати/шаблони як атрибути стилів
- Додано піктограми прогресу з кроком 10 % або 25 %
- Підсумки: Створення графічних та текстових зведень за допомогою «брекетингу» вузлів. Див. мапу-зразок[9]
- Структура меню і команд[10] перероблена для того, щоб зробити Freeplane більш інтуїтивним і простим у вивченні
- Дати і числа: Покращено розбір і форматування[11]
- Цифрові наклейки: вільно розміщувані і вільно переміщувані вузли.[12]
- Дати і числа: покращена підтримка розробки сценаріїв[11]

### Реліз 1.3.x
Нові можливості Freeplane 1.3.x включають:
- Поширення можливостей LaTeX як на формули, так і на текст[13]
- Інтеграція OpenStreetMap[14]

### Реліз 1.5.x
Нові можливості Freeplane 1.5 включають:
- Нові параметри для створення мап думок з високою однорідністю і симетрією[15]
- Клони[16]
- Початкові сценарії[17]
- Фонові зображення[18]

### Реліз 1.6.x
Останній стабільний реліз — 1.6.13.

## Додатки
Однією з особливостей Freeplane є підтримка додатків. Додатки — це спосіб розширити і налаштувати Freeplane подібно до того, як плагіни і розширення можуть бути використані для розширення та налаштування популярних застосунків, таких як FireFox або LibreOffice. Додатки Freeplane можуть бути використані для забезпечення однієї функції, пакунка з декількох функцій, пов'язування цих функцій в меню тощо.
Серед доступних додатків є такі:
- Підтримка GTD[19]
- Планувальник занять
- Додаткові піктограми
- Підтримка версій та спільна робота[20]

Більше можна дізнатись на сторінці з додатками.